# 読売ジャイアンツの応援団
読売ジャイアンツの応援団（よみうりジャイアンツのおうえんだん）とはプロ野球読売ジャイアンツを応援する応援団のことである。

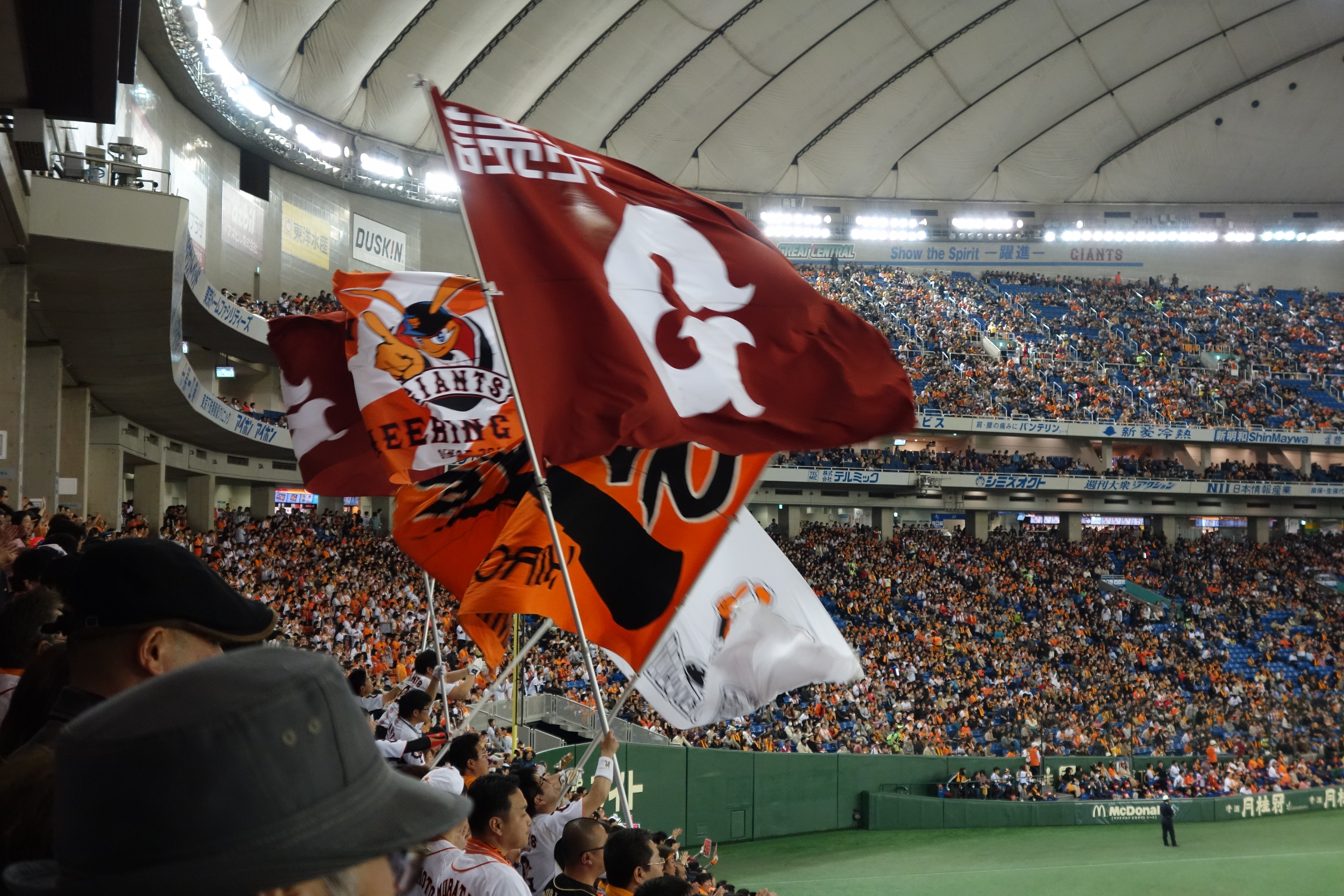
2013年（平成25年）3月30日の巨人応援団の旗で手前から球団旗、GLOVE広島の旗、読売ジャイアンツ応援団北海道の旗、ジャビットの旗、球団旗となっている

## 東京読売巨人軍応援団
東京読売巨人軍応援団（とうきょうよみうりきょじんぐんおうえんだん）は、1975年（昭和50年）に大阪で、1978年（昭和53年）に東京で創立された私設応援団である。以前は北海道・東京・名古屋・大阪・広島に系列団体があった。

### 概要
- 応援時に白文字のYGロゴ入りの赤いポロシャツを着ていた為、通称「赤組」と呼ばれていた。

- 後楽園球場時代では団員は全員、YGロゴ入りのオレンジの帽子を被っていた。

- 2004年（平成16年）より、中京地区での活動を自粛（当時中京地区にあった他の私設応援団の暴力団との係わりや、その他の理由により）していたが、出入り禁止ではなかった（また2004年〈平成16年〉7月10日にナゴヤドームで行なわれたオールスターゲームでも活動は行なわなかった）[3][4]。

- 「東京読売巨人軍応援団」という名は厳密には東京の応援団の団名であり、他の系列応援団の団名は「東京読売巨人軍応援団」の団名の後に団体が存在する地名が入っていた。

- 「東京読売巨人軍応援団大阪」は1975年（昭和50年）に初代応援団長・福田甲一の呼びかけで結成された。

### 応援スタイルなど
- 「ジャイアンツのファンたるもの、選手同様、紳士であれ」をモットーに応援活動を行っているため、他球団を蔑むような応援（相手チームがアウトになった際のファンファーレ等）や野次などの行為は、一切行われていない。このため、他球団へ移籍した選手に対してもブーイングは行わずにエールが送られていた。

- 「メガホンを使わず、声と手拍子だけで応援しよう」と呼びかけており、外野席では手拍子で応援するファンも多くなった。

- グランド内へ物（メガホンなど）の投げ入れを、「選手の聖地であるグラウンドへ、物を投げるのを止めよう」と呼びかけていた。

- 応援歌は選手の名前と掛けたものがいくつかある（過去のものだと小笠原道大は、「…明日を照らす道広げ…」で、道大にかけている。また、二岡智宏の2008年度の応援歌は「…二岡共に歩もう」で、智宏にかけている）。

- 数年前から応援歌の著作権が問題になっていたため、2008年（平成20年）から二岡智宏、阿部慎之助は応援歌を変更、清水隆行、高橋由伸は歌詞のみを変更した[5]。

- 2010年（平成22年）のシーズンにおいては、このシーズン中に亡くなった当時コーチの木村拓也の応援歌を1-9の際に原辰徳監督の応援歌の後に歌っていた[6]。

- 原辰徳（監督）・木村拓也・岡崎郁（コーチ）・篠塚和典（元コーチ）の応援歌の後半部分では振り付けがつけられていた（木村は「Vへの道」の部分でVサイン）。

- 後楽園球場時代、一部の女性団員はスカートを履いてチアリーダーの応援をしていた（東京ドームになってからも、しばらくは行なっていた）。

- 木村が亡くなった当日の2010年（平成22年）4月7日 - 8日の阪神戦（阪神甲子園球場）や4月9日 - 11日の中日戦（東京ドーム）などでは球団旗による半旗や応援歌などの追悼が行なわれた（4月10日の二次会では当応援団の指導による黙祷が行なわれた。ちなみに4月7日の試合では全球場で行なわれた）。

### 球場での応援
- 1回の巨人攻撃開始時には「東京ファンファーレ」が演奏された。
- 6回の巨人攻撃開始前には「侍ジャイアンツ」が演奏された。
- 7回の巨人攻撃開始前には「闘魂こめて」が演奏された（東京ドームでは球場の放送で流される）[7]。ジェット風船はビジター・地方球場のみで使用される場合があった。
- 8回の攻撃開始前には「GOGO GIANTS」が演奏された。
- 9回には「巨人の星」が演奏されるが演奏しない場合が多かった。

※ただし、ビジターの試合では順番が入れ替わったり（東京ファンファーレは除く）、代わりに原辰徳監督の応援歌が流れたり、2010年（平成22年）には木村拓也元コーチの応援歌が演奏される事もあった。

### 限定応援
- 2009年（平成21年）7月7日～9日では全選手に対して、伝説の初代応援歌「闘魂マーチ」（王貞治にも使用された）を使用した（「闘魂マーチ」⇒「現役応援歌」の順で演奏した）[8]。

- 2010年（平成22年）の「GREAT CENTRAL」～オールドユニホームシリーズ2010～では8月24日と26日は2009年（平成21年）と同じ方法で行なわれたが25日では、1980年代の応援歌を使用した（闘魂マーチは応援歌未定選手に対して演奏されたが矢野謙次に対しては矢野本人の応援歌が演奏された）[9][10][11][12][13][14]。

- 2軍やオープン戦での試合では選手別応援歌が無い選手に対してはオールド応援歌が使用されている[15]。

- 北海道の応援団は他の系列応援団が使用するチャンステーマ以外にもスパルタンXをチャンステーマに使用している（北海道の応援団員が遠征するとエスコンフィールドHOKKAIDO以外でも演奏される）[16]。

- ナゴヤドームでの坂本勇人に対しての応援では「坂本」コールでは無く、「勇人」コールとなっていた（名古屋の有志が始めたもので応援団によるものではなかった）。その為、2010年（平成22年）のナゴヤドームでのクライマックスシリーズファイナルステージでも当応援団は「勇人」コールを使用した。2012年（平成24年）度より現存応援団による活動が再開された為に坂本へのコールは「坂本」に統一されることとなった。

- 2010年（平成22年）の開幕3連戦（3月26日～28日）では「応援幕＆応援ボード祭」と称した応援を行なった（当応援団は「原点から頂点再び！」の横断幕を掲げた）[17]。

### 応援旗
- 読売巨人軍の球団旗[18][19]
- 白地で中央に読売巨人軍がかつて使用していたエンブレム、右下に「巨人軍応援団」（東京と大阪の応援団が使用していて2010年〈平成22年〉から東京の応援団では2枚所有していた）[18][19]
- 白地に中央にジャビットが描かれ下に「東京読売巨人軍応援団札幌」（北海道の応援団が使用していた）
- 白地に読売巨人軍が球団創設70周年（2004年、平成16年）に使用したエンブレム、右下に「巨人軍応援団」（2004年〈平成16年〉のみ使用）[20]

#### 選手別応援旗
- 小久保裕紀[21]
- 清原和博（オレンジに大きく白で「5」中段に黒の筆記体で「清原和博」）
- 斉藤宜之（白地に中段に黒で「斉藤宜之」）
- 江藤智

### 横断幕
白地に黒で「一戦必勝」・「原点から頂点再び！」・「おめでとう」・「維新 頂点掴め！（右下に「スタンド一同」）」などがある。

#### 選手別横断幕
- 小笠原道大（白地に黒で「華翔放弾小笠原道大」）
- 脇谷亮太（オレンジの生地に黒で「飛動脇谷亮太」）
- 亀井義行（オレンジに「駆け抜けろ亀井義行」駆け抜けろは白・亀井義行は黒）
- 久保裕也（オレンジに「魅せろ 快投 久保裕也」色は水色、赤、黒の順）
- 矢野謙次（黒地にオレンジで「矢野 謙次 48」右下に「The Spirits of Fire」48は白で8の部分にサイン）

- 小久保裕紀[23]
- 工藤公康（通算200勝達成時に使用「祝200勝達成黄金左腕工藤公康」）[24]
- 元木大介（白地に黒で「おかえり元木」 2003年／平成15年5月30日の元木の復帰戦で掲げた）
- 川相昌弘（白地に黒で「冴える技 川相昌弘」）
- 高橋尚成（白地に赤で「天晴れ！高橋尚成」）
- 李承燁（オレンジに白で「The Pride of a Home Run King 25 Lee」 25 Leeは黒）
  - 日韓通算400号を放った試合では白地に黒で「축 한일통산400호」（祝 韓日通算400号）と書かれた横断幕を掲げた 축と400はオレンジ）
- 木村拓也（黒地に白で「我慢前進 木村拓也」（我慢前進は白い枠の黒文字・横断幕の両端はオレンジ）
- 清原和博（2000本安打達成時に使用「祝2000本安打達成清原和博」）

### 東京の応援団の解散とその後
2003年（平成15年）から東京ドームにて行われている巨人主催の試合やイベントにおいて、ジャイアンツの応援活動を行っている唯一の私設応援団であったが2010年（平成22年）12月27日、東京の男性団員1名が、チケットの不正転売を行い、その責任を取って東京の応援団は自主解散したと発表された。
また他の東京団員20名も1年間の応援自粛を決めた。それにともない2011年（平成23年）より新たな私設応援団の読売ジャイアンツ応援団が発足したが、大阪と北海道の応援団はユニフォームを読売ジャイアンツ応援団に準じたものに変更した他は例年通り活動している。
ただし東京読売巨人軍応援団大阪は2012年（平成24年）から「読売ジャイアンツ大阪応援団」に改称し読売ジャイアンツ応援団の系列になる為に、「東京読売巨人軍応援団」は「東京読売巨人軍応援団北海道」のみとなるので事実上、北海道の応援団となる。
（後に「読売ジャイアンツ応援団北海道」に改称）

## 読売ジャイアンツ応援団
読売ジャイアンツ応援団（よみうりジャイアンツおうえんだん）は2011年（平成23年）に創立された私設応援団であり、現在活動している唯一の読売ジャイアンツの応援団である。

### 概要
- 当応援団は2010年（平成22年）に東京読売巨人軍応援団（東京の団体のみ）が不祥事により自主解散し、2011年（平成23年）シーズンから活動をしている応援団である[27]。
- 2011年（平成23年）2月5日に球団事務所にて結団式が行なわれ、28人が団員となり、東京読売巨人軍応援団の元団長だった丸山順二郎が団長である[28]。
- 私設応援団ではあるが、団員募集の受付及び応募後の入団審査等は応援団長ではなく球団側が行っている。
- 当応援団は東京を拠点に主に関東近郊で行われる試合で応援活動している[27]。
- 団員はYGロゴやGIANTSロゴが書かれたユニフォームを着用して応援活動をしている[29]。
- 2012年（平成24年）から「東京読売巨人軍応援団大阪」は「読売ジャイアンツ大阪応援団」として活動する[30]。

- 2012年（平成24年）から｢東京読売巨人軍応援団北海道｣は｢読売ジャイアンツ応援団北海道｣に改名し、東京応援団と同じユニフォームを着用し活動を行っている。
- 2023年（令和5年）から「読売ジャイアンツ応援団広島」が、中国九州地区の応援団として活動しており、従来同地区で活動していた私設応援団「GLOVE」は事実上解散となった。

### 応援スタイル等
- 2010年（平成22年）シーズンまで活動していた東京読売巨人軍応援団の伝統と応援スタイルを受け継ぐ。
- しばらく演奏されていなかった「ジャイアンツブルース」を一時期演奏していた[31]が、今は行っていない。

### 応援旗
- 読売巨人軍の球団旗（東京の応援団が2枚、北海道の応援団が1枚、大阪の応援団が1枚所有している）
- オレンジ地に中央にウイニングジャビット（2011年〈平成23年〉より採用されたジャイアンツのチームロゴ）、背景に稲妻、左上にGの文字と稲妻、ロゴマークの下に「CHEERING CLUB SINCE 2011」の文字（東京と大阪の応援団が2011年〈平成23年〉8月（大阪の応援団は2013年〈平成25年〉頃）～2014年〈平成26年〉まで使用、2015年〈平成27年〉～2017年〈平成29年〉の間は左上のGの文字と稲妻が消え、ロゴマーク下の文字が花文字に変更された）
- 白地に中央にジャビット（北海道の応援団が2017年〈平成29年〉まで使用していた）
- 白地で中央に読売巨人軍がかつて使用していたエンブレム（大阪の応援団が平成29年まで使用していた）
- オレンジ地に中央にプライマリーマーク（2018年〈平成30年〉より採用されたジャイアンツのチームロゴ）、ロゴマークの下に「GIANTS PRIDE」の文字（2018年〈平成30年〉から使用）
- 白地に「TOKYO GIANTS」の文字、文字の下に東京ドームの屋根、その下に「CHEERING CLUB」の文字、右上に野球ボールと「YGO 読売ジャイアンツ応援団 SINCE 2011」の文字（東京の応援団が2019年〈平成31年、令和元年〉から使用）
- グレー地に「OSAKA」の文字、真ん中にビジターユニホームを模したライン、その下に「読売ジャイアンツ大阪応援団」の文字、左上にYGマーク（大阪の応援団が2019年〈令和元年〉7月から使用）
- 水色地に北海道・東北地方の地図が描かれ、右位置に「Let's GO GIANTS」の文字。下位置に「読売ジャイアンツ応援団北海道」の文字。(北海道の応援団が2024年 〈令和6年〉から使用)
- オレンジ地に中国・四国・沖縄地方の地図が描かれ、中央に「橙魂必勝」の文字。下位置に「読売ジャイアンツ応援団広島」の文字。(広島の応援団が2024年〈令和6年〉から使用)

### 横断幕
白地に黒で「結束 力を一つに」などがある。

#### 選手別横断幕
- 坂本勇人「祝2000安打(シルエットマーク) 坂本勇人」（白地に黒(数字の赤い縁取りとマークが赤)、2020年）
- 亀井善行「感動をありがとう亀井善行9」（白地に黒(番号のみ赤)、2021年）
- 長野久義「長野久義７ 再びこの地で頂点へ」（白地に黒(番号のみ赤)、2023年）[33][34]

## 読売巨人軍応援団GLOVE
読売巨人軍応援団GLOVE（よみうりきょじんぐんおうえんだんぐろーぶ）とは広島と九州に団体が存在していた私設応援団。当団体は2022年～2023年シーズンに団員によるチケット絡みのトラブルがあったため事実上解散となり、以降は中国九州地区の応援団として上述の「読売ジャイアンツ応援団広島」が活動を行っている。

### 概要
- 創立は2003年（平成15年）。
- 広島の応援団は「GLOVE広島」、九州の応援団は「GLOVE九州」と言う。かつては岡山にも「GLOVE岡山」があった。
- ライディーンをチャンステーマとして使用している（当応援団の団員が遠征すると東京ドームなどでもかつては演奏されていたが、当応援団の団員の遠征が頻繁（関東はほぼ全試合）なため、逆に東京ドームなどではあまり行わなくなった。）。
- 団員は筆記体で「GLOVE」と書かれたオレンジ色のTシャツを着用している。

### 応援旗
- 読売巨人軍球団旗
- 筆記体で「GLOVE」と書かれたオレンジの旗。この旗にはいくつか種類がある
  - GLOVE広島は「HIROSHIMA」その下に「SINCE 2003」と書かれたの旗と「HIROSHIMA」とだけ書かれた旗がある
  - GLOVE九州は「KYUSHU」その下に「SINCE 2003」と書かれた旗と「九州」その下に「YOMIURI GIANTS」と書かれた旗がある。
- 巨人の二代目マスコット（バットに乗った少年）の旗（2017年〈平成29年〉まで使用）
- 白地で中央に読売巨人軍がかつて使用していたエンブレム（読売ジャイアンツ大阪応援団と同じもの、2017年〈平成29年〉まで使用）
- オレンジ地に中央にプライマリーマーク（2018年〈平成30年〉より採用されたジャイアンツのチームロゴ）、ロゴマークの下に「GIANTS PRIDE」の文字（2018年〈平成30年〉から使用）

## 三重巨勝会
三重巨勝会（みえきょしょうかい）とは、かつて三重県に本部を置き、中京地区を拠点としていた読売ジャイアンツの私設応援団である。

### 事件とその後
- 団員の1人が2003年（平成15年）7月21日の東京ドームで読売新聞東京本社の男性に対して因縁を付け暴行事件を起こし、暴行した団員は翌日の試合の入場を拒否された。2003年（平成15年）8月14日には東京ドームで暴行事件を起こした団員と他の団員2名がナゴヤドームのゲート付近にて、別の巨人私設応援団の東京読売巨人軍応援団のリーダー2人に対して、読売本社と十分交渉しなかったとして、殴る蹴るなどの暴行を加え、2003年（平成15年）10月26日に暴行をした団員3人（内2人は暴力団員）が逮捕された[35]。
- 2011年（平成23年）現在は活動を行なっていない。

## G-FREAKS
G-FREAKS（ジーフリークス）とは、2002年（平成14年）まで活動していた読売ジャイアンツの元・プロ野球私設応援団である。

### 概要
東京ドームにて行われていた巨人主催の試合やイベントにおいて、2002年（平成14年）までジャイアンツの応援活動を行っていた私設応援団である。元々の団体名は「関東狂巨熱一家（かんとうじゃいきちいっか）」であったが、後に「G-FREAKS」と名称変更した。応援時にロゴ入りの黒いTシャツを来ていた為、通称「黒組」と呼ばれていた。2002年（平成14年）まで東京ドームに入場していた応援団の中でも、どの応援を行うかを先導を切って仕切っていた、応援団の中でも最も発言権のあった団体であった。
- 白地に「全日本読売連合会　関東狂巨熱一家　炎の快進撃 若威輝血魂」
- 黒地に「全日本読売連合会　関東狂巨熱一家　勇敢闘士 若威輝血魂」

#### 刑事事件の発生と活動禁止

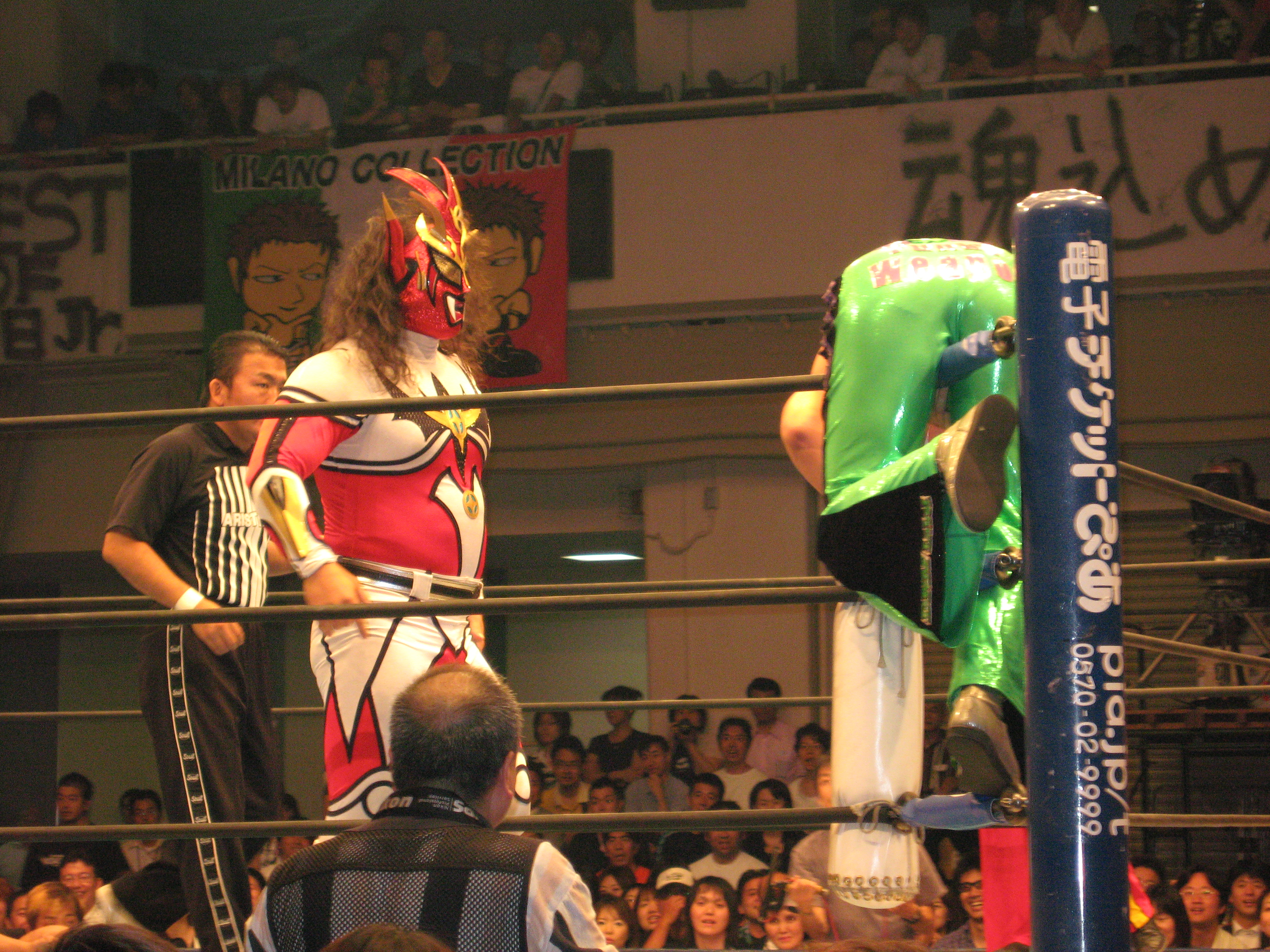
獣神サンダー・ライガーの右側、コーナーに乗せられた田口隆祐の尻の上に見えるのが「魂込めて」横断幕

2002年（平成14年）、私設応援団外野自由席席取り事件を引き起こす。この事件は、東京ドームで行われる巨人主催試合の外野席は、10列目より前方を外野指定席、11列目より後方が自由席となっていたにもかかわらず、暴力団員からの依頼で当応援団の応援団員が球場の警備員と組んで40人分もの席取りを行い、常習ショバ屋行為の疑いで逮捕されるという事件であった。試合によっては、自由席のほとんどを占拠することも度々あった。
この不祥事に対し、毎日新聞によれば読売新聞東京本社広報部は「一部応援団が大量に座席取りし、転売しているのが確認されたので主催者として告発しました。違法グループの横行を許したことをファンのみなさんにおわびします。今シーズン（2003年、平成15年）からは外野席を全席指定とし、再発防止に万全を期す」とコメントした。
この事件を受けて、東京ドームにおいて（事実上は他の球場も含め）は東京読売巨人軍応援団の系列団体及び読売巨人軍応援団GLOVE、後に設立された読売ジャイアンツ応援団のみ応援活動を許可されることとなり、当応援団は、巨人主催試合に対して、球場内への出入りを禁止されたため、現在は活動を行っていない。また東京ドーム巨人戦は2002年（平成14年）まで自由席が設定されていたが、2003年（平成15年）以降は指定席のみが設定されるようになった。
なお、中心メンバーの一部は、応援の舞台をサッカーに移し、日本代表や横浜F・マリノス、さらには運営会社からの依頼を受け（サクラ）新日本プロレスの応援にも参加している。現在、新日本プロレスの試合会場には、マリノスの応援チャントから引用された「魂込めて」や、千葉ロッテマリーンズで掲出された横断幕からの引用である「俺たちがついてるぜ」の文言の書かれた横断幕が掲出されている。

## 名古屋連合会
名古屋連合会（なごやれんごうかい）とは、かつて中京地区を拠点としていた応援団連合であるが暴力団関与などにより、2004年（平成16年）3月に暴力団排除対策委員会が球場への立入禁止を通告し、現在に至っている。

## その他の応援団
- 広島熱巨会 - 2002年（平成14年）頃まで応援活動を行っていた広島地区の応援団。背中に「広島熱巨会」と黒文字で書かれたオレンジのポロシャツを着用して活動していた[39]。

## ナゴヤドームにおける応援活動について
前述のように、三重や愛知に本部を置いていた、名古屋を中心に活動していた巨人応援団が事件や入場禁止などの処分を受けたために現存していた東京読売巨人軍応援団（東京・大阪・北海道）とGLOVE（広島・九州）は活動を自粛し、2004年（平成16年）以降の中日主催試合ではTOKYO BOYSなどの有志がメガホンや指笛などで応援をまとめ、2010年（平成22年）のクライマックス・シリーズファイナルステージがナゴヤドームで行われた際は、試合の重要さを鑑みて、“特例”として東京読売巨人軍応援団（東京・大阪・北海道）による応援活動が行なわれた。
翌年の2011年（平成23年）ではマツダオールスターゲームのみ活動を行った。
2012年（平成24年）4月17日からは応援が再開されることとなった。しかし新たに中部地区に応援団が出来るわけではなく、「東京・大阪・北海道が力を合わせて活動する」としている。これにより平成24年度以降は読売ジャイアンツ応援団・読売ジャイアンツ大阪応援団・読売ジャイアンツ応援団北海道・読売巨人軍応援団GLOVE（広島・九州）によって応援活動が先導される。

## 映画・ドラマへの出演
- 1993年（平成5年）に日本で上映された『ミスター・ベースボール』で描かれているナゴヤ球場での中日対巨人戦で巨人応援団及び巨人ファンが登場している。
- 2002年（平成14年）に上映された『ミスター・ルーキー』において、「読売巨人軍」は登場しないが、類似球団「東京ガリバーズ」が登場しており、ガリバーズ応援団役で巨人応援団、ガリバーズファン役の巨人ファンが登場している。
- 2007年（平成19年）に放送された『ドリーム☆アゲイン』において巨人応援団として東京読売巨人軍応援団と巨人ファンが登場している。